# Tytus, Romek i A’Tomek księga VII
Tytus, Romek i A’Tomek księga VII – siódmy kolejny komiks z serii Tytus, Romek i A’Tomek o przygodach trzech przyjaciół Tytusa, Romka i A’Tomka. 
Autorem scenariusza i rysunków jest Henryk Jerzy Chmielewski. Album ten ukazał się w roku 1972 nakładem Wydawnictwa Harcerskiego Horyzonty. W ramach oszczędności album był drukowany każdy arkusz tylko z jednej strony w kolorach, przez to kolejne strony książeczki są na przemian kolorowe i czarno-białe. Podtytuł tej księgi brzmi Tytus poprawia dwóję z geografii. 

## Fabuła komiksu
Skończył się rok szkolny, Tytusowi grozi, że nie otrzyma promocji do następnej klasy. W ostatnim dniu wakacji ma zdawać na Helu egzamin poprawkowy z geografii. A’Tomek i Romek postanawiają mu pomóc i przygotować go do poprawki. W tym celu A'Tomek najpierw opowiada o prehistorycznych dziejach Polski, a potem odwiedzają fabrykę hutniczą. Później dołączają do harcerzy, którzy wędrują, by lepiej poznać Polskę i z nimi zwiedzają Góry Świętokrzyskie. W czasie oczekiwania na przegląd gwarancyjny odrzutek zwiedzają Warszawę. Następnie Tytus trafia przypadkowo do biura podróży i z nim udaje się na wycieczkę po Polsce. Tymczasem Romek i A’Tomek zaczynają go poszukiwać za pomocą urządzenia do wykrywania Tytusa i po kilku perypetiach odnajdują go na Maczudze Herkulesa. Ruszają dalej w drogę, odwiedzają Kombinat "Siarkopol" w Tarnobrzegu, Zakłady „Azoty” w Puławach i Popielno. Na próbny egzamin chłopcy zatrzymują się w Malborku, gdzie Tytus przez przypadek znajduje i wypija eliksir wzmacniający umysł, który działa jednak tylko 13 pacierzy. Od tej chwili tryska wiedzą, którą zadziwia Romka i A'Tomka, jednak nabiera też świadomości, że niedługo działanie eliksiru się skończy i chłopcy lecą na Hel. Na miejscu Tytus w ostatniej chwili działania zażytej mikstury zdaje egzamin poprawkowy.

## Odrzutki
Tytus, Romek i A'Tomek używają tego urządzenia jako ich pojazdu w tej historyjce. Jest ono zakładane na plecy, jak plecak. Dzięki sile odrzutu umożliwia ono poruszanie się chłopców w powietrzu. Wykorzystują je oni do zwiedzenia Polski, by pomócTytusowi zaliczyć egzamin poprawkowy z geografii. Romek i A’Tomek posiadają odrzutki w kolorze zielonym, zaś Tytus w kolorze żółtym. Po przeleceniu 2000 kilometrów bohaterowie postanawiają dać odrzutki do przeglądu gwarancyjnego do Zakładu Obsługi Przyrządów Latających.

## Różnice w wydaniach
Czwarte wydanie tego komiksu zostało zmienione i rozszerzone przez autora. Na pierwszej stronie okładki umieszczono ilustrację nawiązującą do ostatniej strony okładki dotychczasowych wydań, a na ostatniej stronie okładki zamieszczono nową ilustracje – powiększony jeden kadr z komiksu. Powiększono komiks o osiem stron z nowymi przygodami bohaterów, a całą książeczkę wydano w kolorze.

## Analiza
Krzysztof Grzegorzewski, który przeanalizował serię pod kątem wpływu propagandy i cenzury okresu PRL-u, uznał, że ten album "można traktować jako alegoryczny obraz pierwszej połowy rządów Edwarda Gierka i jego propagandy sukcesu", co wywnioskował z propagandowych przemówień A’Tomka i odpowiadających im humorystycznym uwagom Tytusa. W tym tomie także "po raz pierwszy pojawia się jakakolwiek wzmianka o klasztorze i Lucyferze, a więc atrybutach katolickości". Grzegorzewski zauważył także w albumie krytykę fasadowości systemu edukacyjnego, dobrej dla "zindoktrynowanych harcerzy" ale nie "spryciarzy" pokroju Tytusa, i zwraca uwagę, że "tomik zaczyna się od okładek książek, którymi szympans chwali się kolegom – a są to książki z kręgu rozrywkowej literatury amerykańskiej"

## Wydania
- wydanie I 1972 – Wydawnictwo Harcerskie Horyzonty, nakład: 70 000 egzemplarzy
- wydanie II 1974 – Wydawnictwo Harcerskie Horyzonty, nakład: 50 000 egzemplarzy
- wydanie III 1976 – Wydawnictwo Harcerskie Horyzonty, nakład: 50 000 egzemplarzy
- wydanie IV 1990 – Prószyński i S-ka, nakład: 100 000 egzemplarzy, wydanie zmienione i rozszerzone, pierwsze całe w kolorze
- wydanie V (wydanie zbiorowe jako Złota księga przygód I) 2002 – Prószyński i S-ka, nakład: 13 000 egzemplarzy, zawiera wersję rozszerzoną, całą w kolorze
- wydanie VI 2009 – Prószyński Media, wydanie jak wydania I do III, krótsze, strony kolorowe na przemian z czarno białymi